# Upper Structure
Upper Structures sind eine Art Akkordschichtungen, auf Deutsch Mehrfachakkord (aus engl. polychord) und ein Fachbegriff aus dem Jazz. Dieser Fachbegriff ist jedoch modern und wird verschieden erklärt.
Beispielsweise wird über einen C-Dur-Akkord ein D-Dur-Akkord arpeggiert gespielt. Upper Structures werden primär über Dominantseptakkorden, genauer über einem Tritonus, gebildet. Das Prinzip ist auch auf andere Akkordtypen übertragbar. Der Upperstructure-Akkord hat dabei einen anderen Grundton als der unterliegende Akkord. Dabei sollen Tonwiederholungen des Grundakkordes durch den Upperstructure-Akkord vermieden werden und sind als oberer Abschluss zulässig, vor allem wenn sie dann Dissonanzen bilden. Upper Structures werden auch typischerweise über Schlussakkorden gebildet und sind ein Standardausdrucksmittel des modernen Jazzmusikers.

## Notation
Streng genommen werden die Akkorde wie in einem Bruch übereinander geschrieben.
{\displaystyle {\frac {C}{D}}}. Notationen mit Schrägstrich C/D weisen nur auf einen anderen untenliegenden Basston hin. Sie müssen dennoch manchmal daraufhin überprüft werden, ob nicht doch eine Akkordschichtung gemeint ist.

## Theorie
Mark Levine nennt das in seinem Buch Das Jazz Piano Buch in einem engeren Sinne: Ein Dreiklang über einem Tritonus. Bei anderen Autoren wird diese Thematik unter Bitonalität besprochen (W. Burbat, A. Jungbluth, Werner Pöhlert, Yamaha Music Foundation).
Polytonalität ist damit im Allgemeinen nicht gemeint.
Sie sind gut mit Miles Davis’ sogenannten So-What-Akkorden zusammen einzusetzen. So-what-Akkorde sind drei Quartschichtungen mit oben abschließender Terz. Z. B. e - a - d - g - h. Statt g kann man das tiefere e nehmen: e - a - d - e - h. Im Originalstück von Miles Davis: e - a - d - e - h und d - g -c -d - a. (Im Mittelteil ein Halbton (f und es) höher).

### Beispiele
Ein passabler Schlussklang über z. B. Cmaj7 ist ein D-Dur-Dreiklang, der mit einem b oben abgeschlossen wird. Das ♭ (♭-flat) hört sich oben dann etwas gedrungen an und macht aus dem Cmaj7-Akkord keinen Dominantakkord, sondern aus dem D-Dur-Akkord einen übermäßigen. Klassisch und überall zu hören ist bei demselben Beispiel der Abschluss: d - fis - a - c. Es gibt auch Abschlüsse auf der Sexte des Grundklangs:
- Unten C-dur: c - g - e, oben E-Dur: e - gis h und zum Schluss e - gis - a (und zurück gis -e )
- Unten C-dur: c - g - e, oben G-Dur: g - h - d und zum Schluss d - g - a (und wieder runter g - e)
- Das Prinzip besteht darin, über den Grundakkord wieder Teile des Grundklangs als Dissonanz einzusetzen: Septime, Sekunde etc.

- Entgegen den unten folgenden Regeln kann man auch etwas anderes machen, wenn man Vierklänge als reine Klangfarbengebilde auffasst:

- - D♭/ C ist eine klassische Wendung einen Halbton tiefer, ein C-Durdreiklang über dem Grundton Des, der als Durakkord auch mit Des-f aufgefüllt werden kann. Die Funktion ist entweder eine Betonung des Leitetons durch darüberliegende Terzen oder gleich als gegeneinander verschobenes Klangfarbengebilde gemeint. The Preacher von Horace Silver schließt so ab, Shirley Scott hat diese Auffassung von nichtfunktionalen terzgeschichteten Klanggebilden. John Coltrane spielt in ähnlicher Auffassung umgekehrt einen F -Dur Dreiklang über e-h in My Favorite Things. Walter Davis Jr. verwendet mit C -Fis -akkorden einen Tritonusabstand. Weniger bitonal ist die Auffassung des Des als Mollakord Des-fes, weil fes und das e des C Akkords als derselbe Ton weniger dissonieren, als e und f. Zugrundeliegend muss auch stets die plagale Auffassung von Harmonie im Jazz mitgedacht werden. Ein alternativer D♭/c-moll  reibt sich weniger mit der None des D♭, und deutet auf die Unbestimmtheit des C-Tongeschlehchts, typisch für Polytonalität.

Etwas ähnliches gibt es auch bei Mulgrew Miller: Über f -as (f-Moll), as - b - es  -g spielen und oben mit c abschließen. Auch im späten Spiel von Bill Evans tauchen Upper-Structure-Akkorde auf. Auf dem Carnegie Hall Concert 1938 spielt James P. Johnson solche Klänge über zwei Boogies.
Einen Blues in F-Dur kann man beispielsweise mit dem Dominantseptakkord F7 abschließen, darüber ein G-Dur-Dreiklang setzen und zuletzt einen A-Dur-Dreiklang und dann mit einem kurzen diatonisch-chromatischen Abschluss ausschmücken.

## Übersicht
Hier eine elementare Tabelle nach M. Levine:
| D/C7                              | As/C7                              | A/C7                         | fis/C                                 |
| D-Dur über den Tönen E B oder C B | As-dur über den Tönen E B oder C B | A-Dur über den Tönen C B     | fis-Moll über den Tönen E B oder C B  |
| {\displaystyle C7^{\sharp 11}}    | C7alt.                             | {\displaystyle C7^{\flat 9}} | {\displaystyle C7^{\flat 9\sharp 11}} |
| US II                             | US bVI                             | US VI                        | US #IV Moll                           |

US ist die Abkürzung von Upper Structure, woanders auch als UST bezeichnet. Darauffolgend die Stufe, die im Verhältnis zu I7 steht, dem unterliegenden Klang.
Nicht jeder Einsatz von E und B klingt gut. Gegebenenfalls muss ein Ton weggelassen werden. Durch den Upper-Structure-Akkord verdoppelte Töne müssen im Grundklang weggelassen werden. Als oberen Abschlusston wählt man wieder einen Ton des Grundklangs.
Beispiele für andere Akkordarten Dur maj 7, Moll 7 oder Moll maj 7 etc. siehe Tabelle unten.
Verknüpft man statt Dreiklängen Vier- oder Fünfklänge oder gar Pentatoniken hat man eine unübersehbare Fülle an neuen Klängen, die sich meist auch in Skalen zerlegen lassen.
Eine etwas andere, sehr elementare Zusammenstellung stammt von Dan Hearle, die praktikabel ist und noch einige andere Upper Structures besitzt als in den anderen Tabellen:
| C-Dur | C-Dur  | C-Moll   | C-Moll        | C-Dominante | C-Dominante | C-halbvermindert | C-halbvermindert | C-vermindert | C-vermindert |
| D/C   | E/C    | F/c-Moll | d-Moll/c-Moll | Gb/C        | Ab/C7       | B/Cø             | Ab/Cø            | D/C°         | H/C°         |
| D-Dur | E-Dur  | F-Dur    | d-Moll        | Ges-Dur     | As-Dur      | B-Dur            | As-Dur           | D-Dur        | H-Dur        |
|       | Anm. 1 |          |               |             | Anm. 2      | Anm. 3           | Anm. 3           | Anm. 4       | Anm. 4       |

Anmerkungen:
1. Bei E/C sollte bei C das g weggelassen werden, da sie viele gemeinsame Töne haben.
2. Bei Ab/C7 lässt man C im Bass weg, da sie in beiden gemeinsam auftreten.
3. Bei halbvermindert spielt man im ersten Beispiel c - ges und im zweiten ges - b unten.
4. Bei vermindert spielt man im ersten Beispiel c - es im zweiten c - a.

## Erweiterung
Viele Autoren haben unterschiedliche Prinzipien für Upper Structures. Hier eine  praktikable für Gitarre von der unten stehenden Homepage:
Ein Akkord, z. B. Cmaj7, wird in Terzschichtungen zerlegt, und die darin enthaltenen Dreiklänge werden analysiert.
| 1 | 3 | 5 | 7 | 9 | 11 | 13 | 1 | 3 |
| C | E | G | H | D | F  | A  | C | E |
|   |   |   |   |   |    |    |   |   |
|   |   |   |   |   |    |    |   |   |
|   |   |   |   |   |    |    |   |   |
|   |   |   |   |   |    |    |   |   |
|   |   |   |   |   |    |    |   |   |
|   |   |   |   |   |    |    |   |   |
|   |   |   |   |   |    |    |   |   |

Die mit je einem Strich erhaltenen Akkorde werden analysiert:
| C E G | 1-3-5   | Ist kein Upper-Structure-Akkord, weil er nur Akkordtöne enthält.                                  |
| E G H | 3-5-7   | Ist kein Upper-Structure-Akkord, weil er nur Akkordtöne enthält.                                  |
| G H D | 5-7-9   | Ist der erste Upper-Structure-Akkord.                                                             |
| H D F | 7-9-11  | Ist kein Upper-Structure-Akkord von Cmaj7, weil er den im C-Dreiklang unpassenden Ton 11 enthält. |
| D F A | 9-11-13 | Ist kein Upper-Structure-Akkord von Cmaj7, weil er den im C-Dreiklang unpassenden Ton 11 enthält. |
| F A C | 11-13-1 | Ist kein Upper-Structure-Akkord von Cmaj7, weil er den im C-Dreiklang unpassenden Ton 11 enthält. |
| A C E | 13-1-3  | Ist der zweite Upper-Structure-Akkord.                                                            |

Betrachtet man die lydische Tonleiter mit #11 oder fis, so passen aus obigem Schema mehr Akkorde.
Es werden noch drei Regeln erwähnt:
- Der Upper-Structure-Akkord sollte zumindest eine Spannungsnote (Dissonanz) enthalten, die kein zu vermeidender Ton des Grundklangs ist. Das spielt vor allem in Dur eine Rolle. Die Quarte ist solch ein Ton und bei Dominantseptakkorden die große Septim.
- Ein Upper-Structure-Akkord kann in Dur oder Moll stehen, vermindert oder übermäßig sein. Bevorzugt eignen sich Dur-Dreiklänge.
- Man kann Upper-Structure-Akkorde sowohl zur solistischen Improvisation wie auch zur Begleitung nutzen.

Es folgt eine Liste, die sich beliebig nach dem obigen Prinzip anpassen oder erweitern lässt.
Es werden Akkordarten angegeben, die Spannungstöne in Ziffern für die Intervalle, die Stufen, auf denen der Upper-Structure-Akkord gebildet wird, und die Intervallfunktionen, die die Upper-Structure-Akkordtöne im Grundakkord haben.
Für Cmaj7 z. B.liest man den Upper-Structure-Akkord in der ersten Zeile auf der fünften (V) Stufe, G, ab mit den Tönen 5 - 7 - 9, also g - h - d.
- V- bezeichnet einen Mollakkord auf der fünften Stufe.
- V+ bezeichnet einen übermäßigen Akkord auf der fünften Stufe.
- bVII bezeichnet einen Dur-Dreiklang auf der erniedrigten siebten Stufe (b7).
- bV bezeichnet einen Dreiklang auf dem Tritonus. Je nachdem ein tonleitereigener Ton.

| Akkordtyp      | Spannungston    | Upper Structure Dreiklang | Intervallfunktion |
| -------------- | --------------- | ------------------------- | ----------------- |
| Dur            | 9               | V                         | 5 7 9             |
| Dur            | 9, #11          | II                        | 9 #11 6           |
| Dur            | 9, #11          | VII-                      | 7 9 #11           |
| Moll           | 6, 9, 11        | II-                       | 9 11 6            |
| Moll           | 6, 9, 11        | IV                        | 11 6 1            |
| Moll           | 6, 9, 11        | V-                        | 5 b7 9            |
| Moll           | 6, 9, 11        | bVII                      | b7 9 11           |
| Moll-Dur       | 9               | bIII+                     | b3 5 7            |
| Moll-Dur       | 9               | V                         | 5 7 9             |
| Dominante      | 9, 13           | V-                        | 5 b 7 9           |
| Dominante      | 9, 13           | VI-                       | 13 1 3            |
| Dominante      | 9, #11,13       | II                        | 9 #11 13          |
| Dominante      | 9, #11,13       | II+                       | 9 #11 b7          |
| Dominante      | 9, #11,13       | bVII+                     | b7 9 #11          |
| Dominante      | b9, #9, b5, b13 | bII-                      | b9 3 b13          |
| Dominante      | b9, #9, b5, b13 | bIII-                     | #9 b5 b7          |
| Dominante      | b9, #9, b5, b13 | bIII                      | #9 5 b7           |
| Dominante      | b9, #9, b5, b13 | III+                      | 3 b13 1           |
| Dominante      | b9, #9, b5, b13 | bV                        | b5 b7 b9          |
| Dominante      | b9, #9, b5, b13 | bVI                       | b13 1 #9          |
| Dominante      | b9, 13          | VI                        | 13 b9 3           |
| sus4           | 9, 13           | II-                       | 9 4 13            |
| sus4           | 9, 13           | IV                        | 4 13 1            |
| sus4           | 9, 13           | bVII                      | b7 9 4            |
| halbvermindert | b6, 9, 11       | bVI                       | b6 1 b3           |
| halbvermindert | b6, 9, 11       | bVII                      | b7 9 11           |
| vermindert     | b6, 9, 11       | II                        | 9 b5 bb7          |
| vermindert     | b6, 9, 11       | IV                        | 11 bb7 1          |
| vermindert     | b6, 9, 11       | bVI                       | b6 1 b3           |

## Mehrfachakkorde
Marc Sabatellas Auflistung ist weitgehend vollständig und gibt gute Klangergebnisse. Sabatella unterscheidet
Mehrfachakkorde ohne doppelte Noten über Dur:
| Oben/Unten | erzeugte Tonleiter                   |
| Gb/C       | C-HG-verminderte Tonleiter           |
| B/C        | C-mixolydische Tonleiter             |
| Dm/C       | C-Dur- oder C-mixolydische Tonleiter |
| Ebm/C      | C-HG-verminderte Tonleiter           |
| F#m/C      | C-HG-verminderte Tonleiter           |
| Hm/C       | C-lydische Tonleiter                 |

Ähnliche Mehrfachakkorde kann man mit einem unten stehenden Molldreiklang erzeugen:
| Oben/Unten | erzeugte Tonleiter                            |
| Db/Cm      | c-phrygische Tonleiter.                       |
| F/Cm       | c-dorische Tonleiter.                         |
| Fm/Cm      | c-Moll-Tonleiter.                             |
| A/Cm       | C-HG-verminderte Tonleiter.                   |
| B/Cm       | c-dorische Tonleiter.                         |
| Bm/Cm      | c-phrygische Tonleiter.                       |
| D/Cm       | interessante, bluesartig klingende Tonleiter. |

## Upper-Structures
Marc Sabatella rät, doppelte Noten zu vermeiden. Eine Möglichkeit, Mehrfachakkorde ohne doppelte Noten zu bilden, ist es, den unteren Dreiklang entweder durch die Terz und die Septime, durch den Grundton und die Septime oder durch den Grundton und die Terz eines Dominantakkords zu ersetzen. Griffe, die auf diese Art konstruiert sind, bezeichnet Sabatella jetzt genauer als „Upper Structures“. Sie bedeuten stets eine Art Dominantakkord.
Es gibt so mehrere mögliche C7-Upper-Structures:
| Ein | Dbm-Dreiklang über | C B ergibt einen | C7b9#5-Akkord. |
| Ein | D-Dreiklang über   | E B ergibt einen | C7#11-Akkord.  |
| Ein | Eb-Dreiklang über  | C E ergibt einen | C7#9-Akkord.   |
| Ein | F#-Dreiklang über  | C E ergibt einen | C7b9b5-Akkord. |
| Ein | F#m-Dreiklang über | E B ergibt einen | C7b9b5-Akkord. |
| Ein | Ab-Dreiklang über  | E B ergibt einen | C7#9#5-Akkord. |
| Ein | A-Dreiklang über   | C B ergibt einen | C7b9-Akkord.   |

Die Tonleitern der letzten drei Tabellen können zur Improvisation genutzt werden. Manche stark dissonanten Intervalle zwischen Grundklang und oberem Dreiklang werden oft vermieden.

## Erweiterung
Man erhält sehr interessante Ergebnisse wenn man das Prinzip auf vierstimmige obere Akkorde erweitert. Z. B. C-Dur unten D-Dur 9
oben: c- e- g -fis -a - d - e ...
Oder man verwendet gleich ganze oder Teile von Pentatoniken als obere Akkorde.
Zur Orientierung können alle obigen Tabellen verwendet werden.